# Metrichia squamigera
Metrichia squamigera är en nattsländeart som först beskrevs av Oliver S. Flint Jr. 1992.  Metrichia squamigera ingår i släktet Metrichia och familjen smånattsländor. Inga underarter finns listade i Catalogue of Life.